# کیکا شاشکویچووا
ایرِنا کیکا شاشکویچووا (لهستانی: Irena "Kika" Szaszkiewiczowa؛ ‏ ۴ مارس ۱۹۱۷ – ۱۱ اوت ۲۰۱۴) هنرمند، نویسنده و وبلاگ‌نویس اهل لهستان بود.
وی در دوران جنگ جهانی دوم عضو «ارتش کراکوف» بود و مدت‌ها در کافهٔ ادبی پیونیتسا پد بارانامی به اجرای برنامه می‌پرداخت.
او در ۹ اوت ۲۰۱۴ (دو روز پیش از مرگش) برندهٔ نشان افتخار تولد لهستان شد.